# Mistrzostwa Europy w Lekkoatletyce 1954 – bieg na 110 m przez płotki mężczyzn
Bieg na dystansie 110 metrów przez płotki mężczyzn był jedną z konkurencji rozgrywanych podczas V Mistrzostw Europy w Bernie. Biegi eliminacyjne zostały rozegrane 25 sierpnia, półfinałowe 26 sierpnia, a bieg finałowy 29 sierpnia 1954 roku. Zwycięzcą tej konkurencji został reprezentant ZSRR Jewhen Bułanczyk. W rywalizacji wzięło udział dwudziestu dwóch zawodników z piętnastu reprezentacji.

## Rekordy
| Rekord świata     | Dick Attlesey (USA) | 13,5 | Helsinki, Finlandia | 10.07.1950 |
| Rekord Europy     | Håkan Lidman (SWE)  | 14,0 | Mediolan, Włochy    | 22.09.1940 |
| Rekord mistrzostw | Donald Finlay (GBR) | 14,3 | Paryż, Francja      | 04.09.1938 |

## Wyniki

### Eliminacje
Bieg 1
| Miejsce | Zawodnik          | Czas | Uwagi |
| ------- | ----------------- | ---- | ----- |
| 1       | Jewhen Bułanczyk  | 14,7 | Q     |
| 2       | Olivier Bernard   | 15,0 | Q     |
| 3       | Joanis Kambeledis | 15,2 | Q     |
| 4       | Kenneth Johanson  | 15,5 |       |

Bieg 2
| Miejsce | Zawodnik        | Czas | Uwagi |
| ------- | --------------- | ---- | ----- |
| 1       | Stanko Lorger   | 14,5 | Q     |
| 2       | Jack Parker     | 14,7 | Q     |
| 3       | Bert Steines    | 14,9 | Q     |
| 4       | Jan Borgersen   | 14,9 |       |
| 5       | Mustafa Batman  | 15,4 |       |
| 6       | Pierre Bultiauw | 15,6 |       |

Bieg 3
| Miejsce | Zawodnik          | Czas | Uwagi |
| ------- | ----------------- | ---- | ----- |
| 1       | Peter Hildreth    | 14,8 | Q     |
| 2       | Ion Opris         | 14,8 | Q     |
| 3       | Eamonn Kinsella   | 14,9 | Q     |
| 4       | Edmond Roudnitska | 14,9 |       |
| 5       | Hans Muchitsch    | 15,2 |       |
| 6       | Paul Pfenninger   | 15,3 |       |

Bieg 4
| Miejsce | Zawodnik             | Czas | Uwagi |
| ------- | -------------------- | ---- | ----- |
| 1       | Boris Stoljarow      | 14,7 | Q     |
| 2       | Tor Olsen            | 14,8 | Q     |
| 3       | Jacques Dohen        | 14,9 | Q     |
| 4       | Alois Krul           | 14,9 |       |
| 5       | Willi Slabbers       | 15,5 |       |
| 6       | Friedrich Zimmermann | 15,9 |       |

### Półfinały
Półfinał 1
| Miejsce | Zawodnik          | Czas | Uwagi |
| ------- | ----------------- | ---- | ----- |
| 1       | Stanko Lorger     | 14,5 | Q     |
| 2       | Bert Steines      | 14,6 | Q     |
| 3       | Eamonn Kinsella   | 14,7 | Q     |
| 4       | Boris Stoljarow   | 14,7 |       |
| 5       | Peter Hildreth    | 14,7 |       |
| 6       | Joanis Kambeledis | 15,5 |       |

Półfinał 2
| Miejsce | Zawodnik         | Czas | Uwagi |
| ------- | ---------------- | ---- | ----- |
| 1       | Jewhen Bułanczyk | 14,6 | Q     |
| 2       | Ion Opris        | 14,8 | Q     |
| 3       | Jack Parker      | 14,8 | Q     |
| 4       | Olivier Bernard  | 14,8 |       |
| 5       | Jacques Dohen    | 15,0 |       |
| –       | Tor Olsen        | DNS  |       |

### Finał
| Miejsce | Zawodnik         | Czas |
| ------- | ---------------- | ---- |
| 1       | Jewhen Bułanczyk | 14,4 |
| 2       | Jack Parker      | 14,6 |
| 3       | Bert Steines     | 14,7 |
| 4       | Stanko Lorger    | 14,7 |
| 5       | Eamonn Kinsella  | 14,7 |
| 6       | Ion Opris        | 15,1 |